# Албрехт Карл Фридрих фон Шьонбург-Щайн
Албрехт Карл Фридрих фон Шьонбург-Щайн (на немски: Albrecht Carl Friedrich Graf von Schönburg-Stein; Albrecht Graf von Schönburg-Waldenburg; * 20 ноември 1710 в Шварценбах на Зале; † 7 юни 1765 във Валденбург) е граф на Шьонбург-Щайн в Хартенщайн в Саксония.

## Произход
Той е син на граф Лудвиг Фридрих фон Шьонбург-Щайн (1681 – 1736) и съпругата му фрайин/баронеса София фон Щайн-Норд-Остхайм (1688 – 1748), дъщеря на фрайхер Ердман фон Щайн-Норд-Остхайм (1662 – 1739) и Ердмута София фон Щайн-Норд-Остхайм (1661 – 1715). Внук е на граф Ото Лудвиг фон Шьонбург-Хартенщайн (1643 – 1701) и графиня София Магдалена фон Лайнинген-Вестербург (1651 – 1726).
Синът му Ото Карл Фридрих фон Шьонбург-Валденбург (1758 – 1800) е издигнат на 1. княз, граф и господар на Шьонбург на 9 октомври 1790 г. Клоновете Шьонбург-Валденбург и Шьонбург-Хартенщайн съществуват до днес като Шьонбург-Глаухау.

## Фамилия
Албрехт Карл Фридрих фон Шьонбург-Щайн се жени на 28 октомври 1743 г. в Шварценбах за Фридерика Каролина Хенриета фон дер Марвиц (* 4 август 1720, Бранденбург; † 22 април 1763, Валденбург), дъщеря на Хайнрих Карл фон дер Марвиц (1680 – 1744) и баронеса Албертина Елеонора фон Витенхорст-Зонсфелд (1693 – 1721). Те мат децата:
- Ото Карл Фридрих фон Шьонбург-Валденбург (* 2 февруари 1758, Валденбург, Саксония; † 29 януари 1800, дворец Лихтенщайн), граф и господар на Шьонбург, от 1790 г. първият княз на Шьонбург-Валденбург, женен в Кьостриц на 8/9 декември 1779 г. за графиня Хенриета Елеонора Елизабета Ройс-Кьостриц (* 28 март 1755, Кьостриц; † 14 септември 1829, дворец Лихтенщайн)
- Албан Карл Фридрих (*/† 31 март 1763)